# Моленар, Брам
Брам Моленар (нидерл. Bram Moolenaar, нидерландский: [ˈbrɑm ˈmoːlənaːr]; 1961, Нидерланды — 3 августа 2023) — голландский программист, активный член сообщества Open Source. Наиболее известен как автор многофункционального текстового редактора Vim, ставшего стандартным во всех Unix-подобных системах. Также Брам являлся основателем Фонда ICCF Holland foundation, благотворительной организации, проводящей проект помощи детям из Уганды, и автором языка программирования Zimbu. В последние годы жизни работал в компании Google.
С июля 2006 по сентябрь 2021 года Муленар работал в Google, работая в цюрихском офисе над Google Calendar. Он тратил часть своего времени на поддержку Vim.

## Ранняя жизнь и образование
Родился в 1961 году в Лиссе, Нидерланды. В 1985 году он окончил Делфтский технологический университет по специальности инженер-электрик.

## Вим
В 1988 году Моленар приобрёл компьютер Amiga. Знакомый с vi, который в то время не был портирован на Amiga, он протестировал несколько клонов vi, включая Stevie. Моленар взял исходный код Стиви и улучшил его. Стремясь соответствовать vi, и в конечном итоге добавил дополнительные функции, такие как отмена нескольких уровней. Первая версия «Vi IMitation» была выпущена в 1988 году на диске, находящемся в свободном доступе, созданном Фредом Фишем. Несколько пользователей портировали Vim на другие платформы, такие как MS-DOS и Unix. В версии 1.22 в 1992 году имитация Vi была переименована в «Vi IMproved».
Vim — это благотворительная программа с открытым исходным кодом; пользователям предлагается делать пожертвования в пользу ICCF Holland. С момента создания Vim таким образом лицензировался ряд других приложений. Vim получил несколько наград и был назван одним из самых популярных текстовых редакторов.

## Другие предприятия
Другие программные инструменты, разработанные Moolenaar, включают инструмент сборки программного обеспечения, написанный на Python, под названием A-A-P, который похож на make, и язык программирования Zimbu, который делает акцент на удобочитаемости программ.
Муленар был членом голландской группы пользователей Unix NLUUG, которая вручила ему награду в честь своего 25-летия за создание Vim и его вклад в программное обеспечение с открытым исходным кодом в целом.

### Благотворительность
Моленар был адвокатом ICCF Holland, неправительственной организации, базирующейся в Кибаале, Уганда, которую он основал для поддержки детей, чьи родители умерли от СПИДа. В 1994 году он стал добровольцем в качестве инженера по водоснабжению и санитарии в детском центре Кибаале; в течение следующих двадцати пяти лет он совершил несколько обратных поездок. В 1995 году создал Vim charityware. В 1997 году для ICCF Holland было собрано около 2000 долларов США, а годом позже — 4000 долларов США. В 1999 году доход от пожертвований составил приблизительно 7000 долларов США. В последний раз он посещал общественный центр Кибаале в 2020 году, перед пандемией COVID-19.

## Болезнь и смерть
Моленар сообщил о проблемах со здоровьем в октябре 2022 года.
5 августа 2023 года семья Муленаара объявила в группе Vim Google Group, что Моленар скончался за два дня до этого в возрасте 62 лет из-за быстро развивающегося заболевания. Его похороны состоялись в Лиссе, Нидерланды, 16 августа 2023 года. Работу над Vim продолжит соавтор Кристиан Брабандт.